# Warhammer 40,000: Rogue Trader
Warhammer 40,000: Rogue Trader — компьютерная ролевая игра по вселенной Warhammer 40000, разработанная студией Owlcat Games. Релиз игры состоялся 7 декабря 2023 года.

## Игровой процесс
Игра представляет собой партийную ролевую игру. Главный герой, вольный торговец, создаётся игроком. Остальных членов команды он встречает в ходе игры.
Rogue Trader основана на ролевой системе компании Fantasy Flight Games, которая использовалась в настольной ролевой игре Rogue Trader 2009 года. Классы в ней названы доктринами, после развития в первоначальной доктрине персонаж получает возможность выбрать вторую специализацию. В каждой доктрине имеются свои уникальные способности, выбираемые игроком в процессе прокачки. При повышении уровня игрок также выбирает, какие увеличивать характеристики и какие навыки повышать. Например, навык взрывотехники пригодится игроку при обращении с ловушками, а навык убеждения поможет в диалогах.
Отыгрыш роли и принимаемые игроком решения продвигают героя по одной из трёх моральных веток: Догматика, Схизматика или Еретика. Это в свою очередь открывает доступ к новым умениям, действиям и репликам в диалогах, и возможности использовать отдельные предметы.
Сражения проводятся в пошаговом режиме. Поле боя разделено на квадратные ячейки. Перед началом схватки игрок может расставить персонажей (исключая случая засады, где такой возможности игроку не дают). В ход игрока можно переместить персонажей и потратить очки действий на применение умений. На поле боя присутствуют полные и частичные укрытия. Разное вооружение обладает разными механиками — например, может бить по площади или пробивать сразу несколько целей. Следует также учитывать, что выстрел может задеть союзника.
Один раз за бой персонаж может применить ультимативное умение («героический акт»), для использование которого необходимо другими успешными действиями заполнить шкалу «моментума». Повернуть ход боя также могут обладающие сильным эффектом «отчаянные меры», за применение которых правда на персонажа потом будет наложен штраф. Другая шкала, шкала Вуали, увеличивается с применением способностей псайкеров и появлением в схватке демонов. Сила заклинаний псайкеров при этом растёт, но растёт и риск прорвать границу между материальным и нематериальным миром и получить в бою дополнительным демонических противников.

## Разработка
Игра была анонсирована 1 июня 2022 года. В июне 2023 стартовало закрытое бета-тестирование. Так же как и предыдущие проекты студии, Rogue Trader разработана на движке Unity. В сентябре 2023 года разработчики назвали дату выхода игры — 7 декабря 2023 года.
Первый DLC, Void Shadows, был выпущен 24 сентября 2024 года.

## Отзывы критиков
| Сводный рейтинг       | Сводный рейтинг |
| Агрегатор             | Оценка          |
| --------------------- | --------------- |
| Metacritic            | (PC) 78/100     |
| OpenCritic            | 78/100          |
| Иноязычные издания    |                 |
| Издание               | Оценка          |
| Eurogamer             | 4/5             |
| IGN                   | 8/10            |
| NME                   | [ 9 ]           |
| PC Gamer (US)         | 59/100          |
| Русскоязычные издания |                 |
| Издание               | Оценка          |
| StopGame.ru           | «Похвально»     |
| «Игромания»           | 7,5/10          |

| Русскоязычные издания | Русскоязычные издания |
| Издание               | Оценка                |
| --------------------- | --------------------- |
| StopGame.ru           | «Изумительно»         |

| Русскоязычные издания | Русскоязычные издания |
| Издание               | Оценка                |
| --------------------- | --------------------- |
| StopGame.ru           | «Проходняк»           |

По данным агрегатора рецензий Metacritic Warhammer 40,000: Rogue Trader получила преимущественно положительные отзывы критиков.
Джоди Макгрегор из PC Gamer высоко оценил игровой стиль и атмосферу, однако ему не понравились сражения и технические проблемы проекта на старте. Леана Хафер из IGN назвала игру «сверхкрутым 130-часовым космическим эпосом с отличным сценарием и боем», при этом раскритиковав наличие различных программных ошибок.
Российский журнал «Мир Фантастики» включил игру в список «Лучшие игры 2023 года. Часть 1: 25 хороших игр».